# Ernst van Baden-Durlach
Ernst I van Baden-Durlach (Pforzheim, 7 oktober 1482 – Sulzburg, 6 februari 1553) was vanaf 1533 de eerste markgraaf van Baden-Durlach, toen nog Baden-Pforzheim genaamd. Hij was de oprichter van de Ernestijnse linie van het huis Baden, waaruit de latere groothertogen van Baden zouden stammen. Tijdens zijn regeerperiode speelden de Reformatie en de heftige Turkenoorlogen een belangrijke rol in de Duitse politiek. Ernst probeerde een bemiddelende rol te spelen tussen de katholieken en de protestanten en nam daarom aan het einde van zijn regeerperiode niet deel aan de Schmalkaldische Oorlog.

## Levensloop

### Vroege jaren
Ernst was de zevende zoon van markgraaf Christoffel I van Baden en Ottilia van Katzenelnbogen. Oorspronkelijk was Ernst zoals de meeste van zijn broers voorbestemd voor de geestelijke stand en in 1496 werd hij in Graben door de vicaris-generaal van het prinsbisdom Spiers kerkelijk gewijd. Hierdoor zou Ernst echter geen gebied erven na de dood van zijn vader en dat wilde hij niet. Daarom verliet hij de geestelijke stand en begon hij een militaire loopbaan. In 1509 nam hij deel aan de veldtocht van keizer Maximiliaan I tegen de republiek Venetië. 
Zijn vader Christoffel had als plan om zijn vijfde zoon Filips tot zijn enige erfopvolger te benoemen. Dit kwam omdat hij Filips het meest geschikt vond om te regeren en omdat hij niet wilde dat zijn rijk verdeeld zou worden. Toen Christoffel op 15 juni 1511 de Staten van Rötteln, Sausenberg en Badenweiler een eed van trouw wou laten zweren aan Filips, weigerden ze dit echter te doen. Ook na vergaderingen van de Staten van Rötteln in 1511 en de Staten van Kandern in 1512, weigerden ze een eed van trouw af te leggen. Dit kwam omdat ze niet betrokken wilden worden in de interne conflicten van het huis Baden. Ook had Ernst de Staten bedreigd met geweld als ze toch een eed van trouw aan Filips zouden afleggen. 
In 1515 trad zijn vader wegens gezondheidsproblemen af als markgraaf van Baden. Hij schonk daarop delen van zijn markgraafschap aan Ernst en zijn broers Filips en Bernhard III. Het deel van Bernhard III zou later de basis vormen van het markgraafschap Baden-Baden (de zogenaamde Bernhardijnse linie van het huis Baden) en het deel van Ernst vormde de basis van het markgraafschap Baden-Durlach (de Ernestijnse linie van het huis Baden). Baden zou in 1771 uiteindelijk herenigd worden door markgraaf Karel Frederik van Baden, een afstammeling van de Ernestijnse linie die Baden herenigde na het uitsterven van de andere linies van het huis Baden.

### Stadhouder van Oberland (1515-1527)
Nadat Bernhard III en Filips op 26 juli 1515 aan de Staten verklaard dat ze akkoord gingen met de landverdeling van hun vader, kon Ernst op 1 augustus 1515 als stadhouder de regering en op 15 januari 1516 als voogd van zijn vader meerdere delen van het Badense Oberland beginnen overnemen. Ook liet hij in Sulzburg, dat toen enkel als residentie diende, een slot bouwen. In 1517 kreeg hij een nationale regelgeving voor zijn regeringsgebieden.
Op 1 juli 1518 kwam Ernst samen met zijn broer Filips overeen om hun vader in het slot Hohenbaden op te sluiten, omdat zijn geestesziekte steeds verergerde. Hiervoor kregen ze ook de toestemming van keizer Maximiliaan I. 
In 1521 liet hij wegens de heersende wantoestanden het klooster van Sulzburg opheffen. Een jaar later, in 1522, gaf hij dan weer asiel aan priester Jakob Otter van Kenzingen, een voorstander van de Reformatie. Nadat zijn vader Christoffel op 19 maart 1527 uiteindelijk stierf, kon Ernst zijn gebieden op eigen naam beginnen te regeren.  

### Ernst en deDuitse Boerenoorlog
Toen in het Badense Oberland in het begin van de 16e eeuw diverse opstanden van de Bundschuh-beweging plaatsvonden, waren hierbij enkel boeren uit het noordelijke gebied van de heerlijkheid Badenweiler betrokken. Vooral door de houding van de Staten van Rötteln en Sausenberg in de erfstrijd om het markgraafschap Baden hadden de boeren uit deze gebieden een relatief sterke positie kunnen innemen tegenover hun heersers, waardoor ze minder onderdrukt werden en de ontevredenheid voorlopig nog niet overkookte. 
In december 1524 nam de onrust bij de boeren in de Breisgau toe en bereikte ze met de plundering van het klooster St. Trudpert een eerste hoogtepunt. Markgraaf Ernst trok zich terug in de Hochburg-burcht en bracht er zich in verdedigingstoestand. Eind april 1525 maakten de commissies van de Staten van de drie Opper-Badense heerlijkheden in Kandern hun klachten in een zeer scherpe vorm bekend. Ze wilden niet buiten de algemene boerenbeweging staan en ze stelden ook de Twaalf Artikelen van de Zwabense boeren op. In de eerste dagen van mei 1525 gaf het nogmaals tot een conferentie van de commissies met de landvoogd van Rötteln, Konrad Dietrich von Bolsenheim, waarbij de aangeboden toegevingen van markgraaf Ernst besproken werden. Tegelijkertijd werden al verbindingen aangeknoopt tussen de boerenbeweging van de Badense heerlijkheid Badenweiler en die van het vorstendom Heitersheim, dat in handen was van de Orde van Sint-Jan. Hierbij werd de verovering van het slot Heitersheim gepland.
Ondertussen plunderden de boeren ook de kloosters Weitenau, Sitzenkirch en Bürgeln en bezetten ze de sloten Rötteln, Sausenburg en Brombach. De sloten werden niet verwoest, maar wel werden de zich daar bevindende archieven vernietigd. 
Nadat Ernst zijn toevlucht had genomen in slot Hochburg, vluchtte hij met zijn familie naar Freiburg. De familie bleef in Freiburg, terwijl Ernst met tussentijds oponthoud in Breisach naar Straatsburg ging. Zijn vrouw, Ursula van Rosenfeld, bevond zich tijdens de boerenbezetting in Freiburg. 
De houding van de markgraven tegenover de onrustige boeren wisselde in korte tijd meermaals tussen de intentie om de opstand gewelddadig neer te slaan en de zoektocht naar een minnelijke eenwording. Uiteindelijk besloot Ernst onder invloed van zijn sterke buurstaten, het prinsbisdom Bazel en het prinsbisdom Straatsburg, met zijn boeren tot een vergelijk te komen, waardoor zijn boeren milder behandeld zouden worden als die in de Oostenrijkse Breisgau.
Eind mei 1525 sloeg de situatie voor de tot dan zegerijke boerenbeweging om. Onder de indruk van het beleg van de troepen van hertog Anton van Lotharingen en de Zwabense Bond onder leiding van Georg Truchsess von Waldburg-Zeil van de Elzas tot in Zwaben, begonnen de boeren in de Opperrijn te wankelen, terwijl steeds duidelijker werd dat de verwachte ondersteuning van het Oude Eedgenootschap uitbleef of zich tot kleine vrijscharen beperkten, die eerder eigenmachtig opereerden. Ook de aspiraties van de boeren, die zelf ook tot het Oude Eedgenootschap wilden toetreden, veranderden er niets aan dat de voornamelijk anti-reformatiegezinde oorden in Centraal-Zwitserland niets met de pro-reformatiegezinde boerenbeweging van Duitsland wilden te maken hebben.
Door bemiddeling van de steden Bazel en Straatsburg kwam het in Offenburg tot onderhandelingen en op 12 september 1525 sloten de boeren en markgraaf Ernst officieel vrede. De boeren kregen enkele geringe toegevingen en werden voor in de naburige buurlanden gebruikelijke wraakjustitie beschermd. Dit kregen ze echter op voorwaarde dat ze een schadevergoeding aan Ernst betaalden. In zijn gebieden werden wel veertien terdoodveroordelingen voltrokken, maar hierbij ging het niet om politieke aanvoerders, maar wel om diegenen die zich aan buitensporigheden hadden schuldig gemaakt.

### Regeerperiode als markgraaf van Baden en Baden-Durlach (1527-1553)
In 1528 wendde Ernst zich voor de reformistische Vorderösterreicherse landstad Waldshut bij de Oostenrijkse regering, zonder gevolg. In 1530 intervenieerde aartshertog Ferdinand van Oostenrijk bij Ernst wegens de levering van kanonskogels uit het Opper-Badense ijzerwerk in Kandern aan hertog Ulrich van Württemberg, waarbij Ernst moest verzekeren dat hij zulke wapenleveringen in de toekomst zou verhinderen. Rond deze tijd werd in Opper-Baden ook nieuwe ijzerertsen ontdekt. Vervolgens liet Ernst een aantal mijnorders bevelen en nam hij de beste buitenlandse vakmannen aan die deze orders moesten uitvoeren.
In 1530 nam Ernst deel aan de Rijksdag van Augsburg, waar hij samen met zijn broer Filips van keizer Karel V het markgraafschap Baden in rijksleen kreeg en de privileges van het huis Baden herbevestigd werden. Zijn verzoek om tussen de reformistische vorsten en de keizer te bemiddelen, mislukte echter. In 1532 namen Ernst en Filips deel aan de Turkenoorlog van keizer Karel V.
Op 17 september 1533 overleed zijn broer Filips zonder mannelijke erfgenamen, waarna Ernst en zijn broer Bernhard III elk de helft van zijn regeringsgebied erfden. Oorspronkelijk reageerden de broers het voormalige gebied van Filips gezamenlijk, maar al snel bleek dat dit vele problemen veroorzaakte en uiteindelijk werd beslist om tot een deling van het markgraafschap Baden over te gaan. Hierbij moest de oudste broer, in dit geval Bernhard, de gebieden bepalen en de jongste broer, in dit geval Ernst, de gebieden verdelen. Tot de verrassing van Bernhard koos Ernst voor het grootste deel van het markgraafschap, waarbij hij het Badense Oberland kreeg samen met de steden Pforzheim en Durlach, het zogenaamde markgraafschap Baden-Durlach. De details van de verdeling van het markgraafschap veroorzaakten echter conflicten en er waren meerdere vergelijken nodig. 
In juni 1536 overleed Bernhard, waarna er opnieuw conflicten uitbrak, ditmaal met de voogden van Bernhards jonge zoons Filibert en Christoffel. In 1537 kwam het tot een definitief vergelijk wat de verdeling van het markgraafschap Baden betrof.
In 1535 verhuisde Ernst zijn residentie van het landelijke Sulzburg naar de grootste stad van het markgraafschap Baden, Pforzheim. In deze periode werd het markgraafschap dat hij bestuurde nog het markgraafschap Baden-Pforzheim genoemd. Het was pas nadat zijn zoon Karel II in 1565 zijn residentie naar Durlach verplaatste, dat de benaming markgraafschap Baden-Durlach gebruikelijk werd. 

### Anekdote
Bij zijn tijdgenoten stond Ernst nogal bekend voor zijn spaarzaamheid. Ook had hij een kamer boven de ingangspoorten van zijn kasteel, zodat hij altijd kon zien wie er kwam en ging. Over volgende gebeurtenis berichtte Bartholomäus Sastrow in zijn autobiografie:
Toen de kok een keer een mooie grote karper wilde stelen, zag de markgraaf de karper vanonder de mantel van de kok verschijnen toen die het kasteel verliet. Hij sprong onmiddellijk op, deed de venster open en riep hem toe: "Luister, als je van mij een karper wil stelen, neem je ofwel een kleinere vis ofwel een langere mantel!".

## Huwelijken en nakomelingen
Op 25 september 1510 huwde Ernst met Elisabeth van Brandenburg-Ansbach (1494-1518), dochter van markgraaf Frederik I van Brandenburg-Ansbach. Ze kregen volgende kinderen:
- Albrecht (1511-1542)
- Anna (1512-na 1579), huwde in 1537 met graaf Karel I van Hohenzollern
- Amalia (1513-1594), huwde in 1561 met graaf Frederik II van Löwenstein
- Maria Jacoba (1514-1592), huwde in 1577 met graaf Wolfgang II van Barby
- Maria Cleopha (1515-1580), huwde in 1548 met graaf Willem van Schultz
- Elisabeth (1516-1568), huwde in 1533 met graaf Gabriel van Salamanca-Ortenburg en daarna in 1543 met graaf Koenraad II van Castell
- Bernhard (1517-1553)

Na de dood van zijn vrouw hertrouwde hij in 1518 met Ursula van Rosenfeld, dochter van George van Rosenfeld en lid van een familie die ridders en vazallen van de hertogen van Teck waren. Het ging hier om een morganatisch huwelijk. Zolang zijn halfbroers Albrecht en Bernhard in leven waren, was het erfgenaamschap van zijn zoon Karel nogal omstreden. Het was pas na de dood van zijn halfbroer Bernhard dat Karel erfgenaam kon worden, ook wel omdat de Bernhardijnse linie van het huis Baden besloten hadden om hun aanspraken op het markgraafschap Baden-Durlach niet te laten gelden. Uit zijn tweede huwelijk kreeg Ernst volgende kinderen:
- Margaretha (1519-1571), huwde in 1538 met graaf Wolfgang II van Oettingen
- Salomea (overleden in 1559), huwde in 1540 met graaf Wladislaus van Hag
- Karel II (1529-1577), markgraaf van Baden-Durlach

Na de dood van zijn tweede vrouw huwde Ernst op 1 maart 1544 met Anna Bombast van Hohenheim, opnieuw een morganatisch huwelijk. Uit dit huwelijk stamden geen kinderen. 